# Гай Юній Брут Бубульк (консул 317 року до н. е.)
Гай Юній Брут Бубу́льк (лат. Gaius Iunius Brutus Bubulcus; близько 350 до н. е. — після 302 до н. е.) — політичний, державний і військовий діяч часів Римської республіки, консул, 317, 313, 311 років до н. е.

## Життєпис
Походив з впливового плебейського роду Юніїв. Син Гая Юнія Брута Бубулька. Про молоді роки немає відомостей. 
У 317 році до н. е. його вперше було обрано консулом, разом з Квінтом Емілієм Барбулою. Під час своєї каденції вів війну в Апулії і Луканії, уклав союзний договір з містом Теаном, згодом захопив Форент.
У 313 році до н. е. його вдруге було обрано консулом, разом з Луцієм Папірієм Курсором. Того року тривала Друга самнітська війна. Бубульк захопив міста Нола, Атіна і Калацея. 
У 312 році його було призначено диктатором для підготовки війни з етрусками.
У 311 році до н. е. його було втретє обрано консулом, разом знову з Квінтом Емілієм Барбулом. Брут командував у Самніумі, де повернув римлянам місто Клувій, а потім виграв бій з самнітами, захопив столицю самнітів Бовіан, взявши величезну здобич. За це отримав від римського сенату право на тріумф. Відмовився визнати список сенаторів, складений цензорами попереднього року.
У 309 році до н. е. диктатор Луцій Папірій Курсор призначив Брута своїм заступником — начальником кінноти. Він командував лівим флангом у битві з самнітами і домігся вирішального злому в битві.
У 307 році до н. е. його було обрано цензором, разом з Марком Валерієм Максимом Корвіном. Під час своєї каденції здав підряд на будівництво доріг і храму богині Порятунку, виключив з сенату Луція Аннія, який розлучився із дружиною.
У 302 році до н. е. його було призначено диктатором. Своїм заступником призначив Марка Тітінія. Очолив армію, з якою швидко придушив повстання еквів і відсвяткував над ними тріумф. Того ж року висвятив храм богині Порятунку. 
З того часу про подальшу долю його немає відомостей.

## Родина
- Гай Юній Брут Бубульк, консул 291 та 277 років до н. е.